# Alfred Brousseau
Alfred Brousseau (North Beach, 17 de febrero de 1907 - 31 de mayo de 1988) fue un Hermano de las Escuelas Cristianas, educador, matemático y fotógrafo estadounidense, fundador de la Asociación Fibonacci de matemáticas junto a Verner E. Hoggatt.

## Biografía
Brousseau ingresó en el Instituto de los Hermanos de La Salle el 14 de agosto de 1920 y realizó sus primeros votos en 1923. Al año siguiente continuó su formación en el St. Mary's College de Moraga (California). En 1926 comenzó a dar clase en el Sacred Heart High School y estudió Física, consiguiendo el doctorado en la Universidad de California en 1937. Cuatro años después fue nombrado director del Sacred Heart High School, cargo que ostentó hasta que fue nombrado director de ciencias en el St. Mary's College. En el periodo entre los dos cargos fue presidente y tesorero de la sección norte del California Mathematics Council y después presidente de todo el consejo. En 1963, junto al matemático Verner E. Hoggatt fundó la Asociación Fibonacci, con el objetivo de promocionar la investigación en los números de Fibonacci y los campos relacionados, además de la revista Fibonacci Quarterly.
Fue también conocido como fotógrafo y llegó a conseguir una colección de más de 20.000 diapositivas de 35 mm sobre la flora nativa de California.